# William Richard Tolbert
Pour les articles homonymes, voir Tolbert.
William Richard Tolbert, Jr. (13 mai 1913 – 12 avril 1980) est un homme politique libérien, président de la république du Liberia de 1971 à sa mort en 1980. Pasteur chrétien baptiste, il est président de l’Alliance baptiste mondiale de 1965 à 1970. Il est aussi président de l’OUA entre 1979 et 1980.

## Biographie
Il étudie à l'université du Liberia et obtient un Bachelor of Arts en 1934. Il épouse Victoria David le 12 mai 1936 à Robertsport.

### Carrière politique
Après une carrière dans la fonction publique, il est élu député du True Whig Party, le parti unique libérien, en 1943. Il est le vice-président de William Tubman à partir de 1952, et ce jusqu’à la mort de ce dernier, en 1971, quand il lui succède à la tête du pays.

### Ministère baptiste
Il est ordonné pasteur baptiste et devient président de l’Alliance baptiste mondiale en 1965 jusqu'en 1970.

### Présidence du Libéria
En 1971, il devient président du Libéria. Durant son mandat, il assouplit le régime du True Whig. Il autorise par exemple, en 1973, la création d'une Alliance Progressiste du Libéria, le premier parti d’opposition de l'histoire du pays. Il doit néanmoins faire face à un mécontentement grandissant, en grande partie dû aux inégalités sociales existant entre les autochtones, représentant 95 % de la population, et l’élite privilégiée afro-américaine, composée des descendants des esclaves américains installés au Libéria depuis 1821.

#### Retour d'un système bipartite
Le Libéria est un État à parti unique depuis 1877. Cependant, en 1973, le pays revient à un système bipartite lorsque l'Alliance progressiste du Libéria, dirigée par Gabriel Baccus Matthews (en), est reconnue comme parti d'opposition légitime. Tolbert est l'un des premiers dirigeants africains à approuver le multipartisme dans son pays à côté du Sénégal de Léopold Sédar Senghor.

#### Meurtres rituels du comté de Maryland

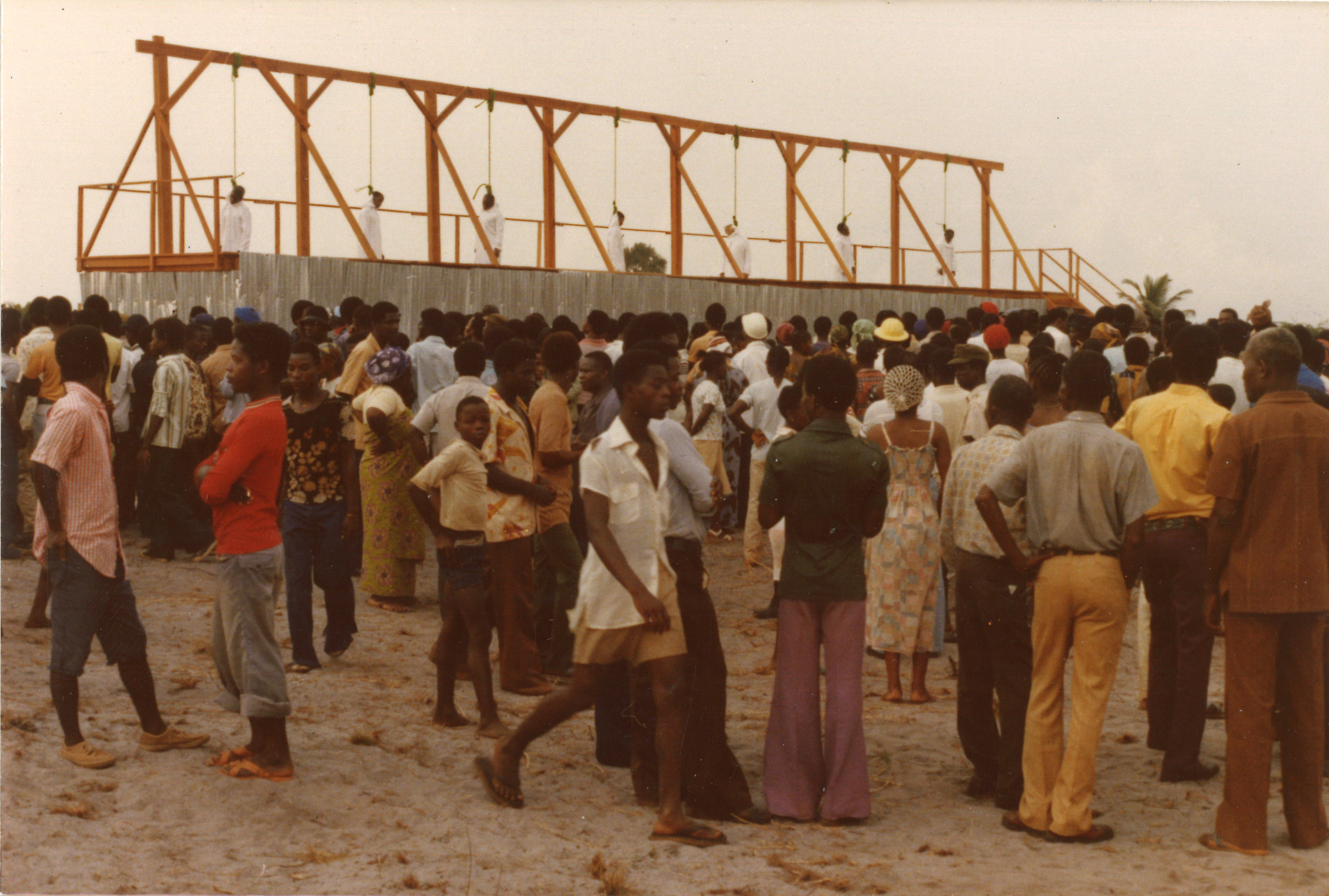
La pendaison publique de sept personnes condamnées pour ces meurtres, en 1979.

Entre 1965 et 1977, plus de 100 meurtres ont eu lieu autour de Harper dans le comté de Maryland, dont beaucoup impliquaient des mutilations et le prélèvement de parties du corps. Au cours des années 1970, les Libériens du comté de Maryland sont constamment menacés de meurtres rituels. Entre novembre 1976 et juillet 1977, 14 personnes avaient disparu dans le comté, ce qui incite Tolbert à licencier le surintendant du comté de Maryland, James Daniel Anderson, pour avoir omis de signaler les personnes disparues et de déclarer publiquement « Quiconque tue délibérément : la loi tuera cette personne ».  Douze suspects ont finalement été arrêtés ; sept, dont quatre fonctionnaires, ont été condamnés et exécutés.
Ces tensions sociales sont particulièrement vives à partir de 1979. Au mois d’avril, une immense manifestation parcourt les rues de Monrovia en protestation contre l’augmentation du prix du riz. Le président Tolbert fait donner la troupe. 70 manifestants au moins sont abattus ou piétinés. Cet incident met le feu aux poudres. Pendant toute l’année qui va suivre, émeutes et manifestations ébranlent le pays. Tolbert tente en vain de restaurer l’ordre en faisant arrêter les leaders de l’opposition, mais ses tentatives restent vaines et le désordre grandit.

## Mort
Au matin du 12 avril 1980, un groupe de soldats se rend à la résidence du président pour réclamer le paiement de leurs soldes. À leur tête, le sergent-chef Samuel Doe. Trouvant la maison sans garde et le président encore au lit, ils prennent le parti de massacrer Tolbert, qui est immédiatement poignardé devant sa femme dans sa chambre et mis à la porte. Le sergent Doe devient ainsi le 21e président de la République du Libéria.